# Конникът
„Конникът“ e петият студиен албум на българската рок група Щурците. Издаден е през 1985 г. Това е първият албум на групата с изцяло авторски материал, в който няма песни от други композитори. Това е и първият албум, в който групата залага на по-твърда мелодия. Песни като „Стълбата“, „Конникът“ и „Хамлет“ стават емблематични в българския хардрок.

## Песни
Списък на песните в албума:
| 1.    | Рок в минало време (м. и ар.: Кирил Маричков; т.: Димитър Керелезов) | 4:41 |
| 2.    | S.O.S. (м. и ар.: Петър Гюзелев; т.: Михаил Белчев)                  | 4:06 |
| 3.    | Надежда от „Надежда“ (м. и ар.: Кирил Маричков; т.: Илия Атанасов)   | 3:32 |
| 4.    | Неизживените неща (м. и ар.: Петър Гюзелев; т.: Александър Петров)   | 4:27 |
| 5.    | Хамлет (Накъде) (м. и ар.: Кирил Маричков; т.: Волен Николаев)       | 4:24 |
| 6.    | Конникът (м. и ар.: Кирил Маричков; т.: Волен Николаев)              | 5:31 |
| 7.    | Не умирай (м. и ар.: Владимир Тотев; т.: Павел Матев)                | 3:59 |
| 8.    | Ти и аз (м. и ар.: Кирил Маричков; т.: Александър Петров)            | 3:45 |
| 9.    | От ден на ден (м. и ар.: Владимир Тотев; т.: Михаил Белчев)          | 4:03 |
| 10.   | Стълбата (м. и ар.: Петър Гюзелев; т.: Волен Николаев)               | 4:20 |
| 42:49 |                                                                      |      |

## Състав
- Кирил Маричков – бас китара, вокал
- Петър „Пеци“ Гюзелев – соло китара, вокал
- Владимир „Валди“ Тотев – клавишни, вокал
- Георги „Жоро“ Марков – ударни